# クルニア・メイガ
クルニア・メイガ・ヘルマンシャー（インドネシア語: Kurnia Meiga Hermansyah、1990年5月7日 - ）は、インドネシアの元サッカー選手。インドネシア代表。ポジションはGK。

## クラブ歴
2008年にアレマ・インドネシアFCに加入。インドネシア・スーパーリーグ初年度となった2008-09シーズンではボンタンFCとの揉め事によって12か月の出場停止処分と3000万ルピアの支払い処分をインドネシアサッカー協会から下されたが、後に期間については5か月に減免された。2009-10シーズンはアルド・バレット、クリスティアン・ゴンサレス、リカルド・サラムペシーらを抑えて年間最優秀選手に輝いた。2016年にはガンバ大阪のトライアルに参加したものの契約とはならなかった。2017年、うっ血乳頭（papilledema）と診断され、現役引退を発表した。

## 代表歴
2013年3月23日のAFCアジアカップ2015予選のサウジアラビア代表戦でA代表初出場となったが、1-2で敗れた。

## 個人
兄のアフマド・クルニアワンもサッカー選手で同じくゴールキーパーであった。

## プレースタイル
その恵まれた体格と反射神経の良さからクラブのみならず代表でも正ゴールキーパーを務めていた。

## 個人成績

### 代表
| インドネシア代表 | インドネシア代表 | インドネシア代表 |
| 年               | 出場             | 得点             |
| ---------------- | ---------------- | ---------------- |
| 2013             | 2                | 0                |
| 2014             | 7                | 0                |
| 2015             | 0                | 0                |
| 2016             | 8                | 0                |
| 2017             | 2                | 0                |
| 計               | 19               | 0                |

## タイトル

### クラブ
アレマ・インドネシア
- インドネシア・スーパーリーグ: 2009-10

### 代表
インドネシアU-23
- 東南アジア競技大会サッカー競技
  - 銀メダル: 2011, 2013
- イスラム団結競技大会
  - 銀メダル: 2013

### 個人
- インドネシア・スーパーリーグ最優秀選手 2009-10